# AXN (Italia)
AXN è stata una rete televisiva italiana dedicata all'azione, versione locale del gruppo omonimo di reti internazionali di proprietà della Sony Pictures Entertainment Italia; era disponibile solo su Sky Italia all'interno del pacchetto "Sky TV" dal 29 ottobre 2005. Il 1º marzo 2017 il canale ha chiuso definitivamente.

## Descrizione
Si trattava di un canale dedicato all'azione: la versione italiana trasmetteva blockbuster hollywoodiani, film per la TV, telefilm d'azione, polizieschi e di fantascienza e reality show d'avventura realizzati in Italia.
Tra le prime visioni: Mutant X (narra le vicende di uomini dotati di capacità straordinarie) la serie fantascientifica Andromeda e le puntate di Oltre i limiti.
Il canale proponeva anche alcune vecchie serie di successo come Starsky & Hutch o MacGyver. Il canale si rivolgeva a un target prevalentemente maschile.

## Altre versioni
Il 2 maggio 2010 è partita sulla piattaforma Sky Italia la versione timeshift del canale madre denominato AXN +1, mentre il 25 maggio 2010 è stata lanciata la versione in alta definizione denominata AXN HD (canale 122) dello Sky Box HD.
L'8 novembre 2010 su Sky Italia è stato lanciato AXN Sci-Fi, canale derivato da AXN, dedicato alla fantascienza. Il 16 ottobre 2013 AXN si è trasferito al canale 119 mentre AXN +1 al canale 120. Il 29 marzo 2014 AXN è passato al canale 122 e AXN +1 al canale 123.
Il 30 ottobre 2015 il canale rinnova il logo e le grafiche per festeggiare i dieci anni di presenza in Italia e per uniformarsi a livello mondiale.

## Palinsesto

### Serie TV
- Black Sails (st. 1-3)
- Breaking Bad
- Charlie's Angels
- CSI: Cyber
- Damages
- Dark Blue
- Flashpoint
- Hawaii Five-0
- Il Clown
- Justified
- Lasko
- Mutant X
- NCIS: New Orleans
- Più forte ragazzi
- Power (st. 1-3)
- Quantum Leap
- Rescue Me
- Southland
- Scorpion
- Squadra Speciale Cobra 11
- Stargate Universe (st. 1)
- The Beast
- The Border
- The Closer
- The Shield
- The Unusuals - I soliti sospetti
- Walker Texas Ranger

### Show
- GameTime
- Torta di riso
- Torta di spot
- Lab Rats
- Drama
- Mighty Med

### Real-TV
- Cops uncut
- Most Shocking
- Sextastic
- Video danger
- World's scariest police chases
- World's worst drivers

### Animazione
Il canale ha ospitato nel 2008 per alcune ore al giorno il blocco Animax dedicato all'animazione giapponese.

## Loghi

2005 – 2011
2011 – 29 ottobre 2015
30 ottobre 2015 – 1º marzo 2017